# Rue Jean-Pierre-Bloch
Pour les articles homonymes, voir Pierre-Bloch.
La rue Jean-Pierre-Bloch est une rue du 15e arrondissement de Paris.

## Origine du nom

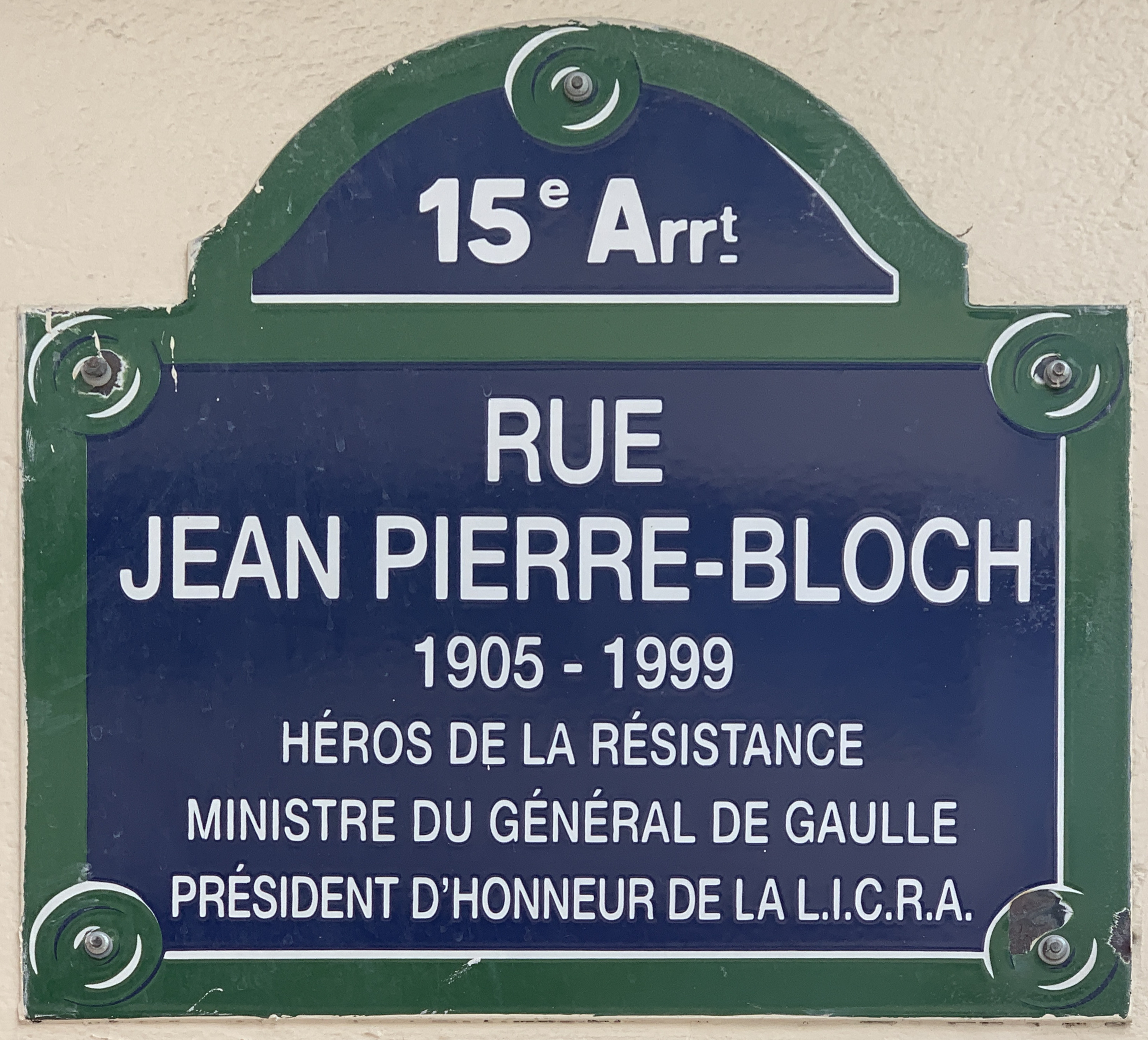
Plaque de la rue.

Elle porte le nom de l’homme politique, résistant et écrivain Jean Pierre-Bloch (1905-1999), qui fut député et président du conseil général de l’Aisne. Il devient président de la Ligue internationale contre le racisme et l’antisémitisme (LICRA) à partir de 1968.

## Historique
Initialement, la voie porta le nom de « passage Louvet », Louvet étant le nom d’un propriétaire.
En 1974, elle reçoit le nom d'Alexis Carrel (1873-1944), un chirurgien et biologiste français, mais la personnalité de celui-ci et ses travaux faisant l'objet de polémiques, la voie est débaptisée, et prend sa dénomination actuelle le 24 mai 2002.